# Førslevgaard
Førslevgaard er en gammel sædegård, som nævnes første gang i 1374. Gården ligger i Førslev Sogn, Øster Flakkebjerg Herred, Næstved Kommune. Hovedbygningen er opført i 1726 og ombygget i 1831-1910.
Førslevgård Gods er på 911 hektar med Petersminde og Fuglebjerg Avlsgård.

## Førslevgaards historie
I middelalderen og renæssancen lå Førslevgaard omgivet af landsbyen af samme navn med gårde, huse og kirken. Nu er foruden herregården kun kirken og spredte småhuse tilbage som vidnesbyrd om den gamle landsby. Hovedbygningen og den senere udflyttede ladegård var tidligere omgivet af grave, der nu med undtagelse af nordsiden er tilkastede. Sandsynligvis opførtes ved midten af 1500-tallet en hovedbygning og en ladegård på stedet; en sandstenstavle fundet i kælderen og nu indmuret i midtfløjen bærer nemlig årstallet 1566. Den nuværende hovedbygning blev opført i 1726 af Carl Adolph von Plessen som et trefløjet barokanlæg i ét stokværk med enkle hvidkalkede mure og røde teglhængte valmtage. Den østre halvdel var indrettet som herskabsbolig, mens den vestre prægedes af økonomi- og domestikfunktioner. Hovedbygningen gennemgik en restaurering i 1831; og i [(1895)] ved arkitekt [(Godtfred Tvede)]. Enkelte interieurer i hovedbygningen stammer fra arkitekt Johannes Magdahl Nielsen som på samme tid [(1913)] opførte en portbygning mod syd som bindeled mellem den ældre borggård og ladegården samt godskontor, værksteder, rejsestald og tilbygninger til de eksisterende staldbygninger. Den smukke ca. 14 ha store dyrehave og park, der blev udvidet 1910, står i forbindelse med skoven og Dyrehaven. Førslevgaard ejes af  Johan Nicolaj Flach de Neergaard. Godset har åben have. 
Åbningstid for haven: kl. 9 – 15. I haven er der en pavillon, der er tegnet af professor Arnold Krog udført i Liselundstil.

## Ejere af Førslevgaard
- (1360-1374) Hælenborg Olufsdatter Bille
- (1374-1408) Jep Andersen Halvegge
- (1408-1458) Evert Jepsen Halvegge
- (1458-1490) Peder Mogensen Ravensberg
- (1490-1522) Lasse Beck
- (1522-1572) Jochum Beck
- (1572-1607) Lave Beck
- (1607-1623) Sivert Beck
- (1623-1659) Lauge Beck
- (1659-1661) Margrethe Grubbe gift (1) Beck (2) Hohendorff
- (1661-1685) Steen Hohendorff
- (1685-1705) Hans von Bøfke
- (1705-1706) Peter Rodsteen
- (1706-1709) Hector Gottfried Masius von der Maase
- (1709-1723) Frederik von der Maase
- (1723-1758) Carl Adolph von Plessen
- (1758-1763) Frederik Christian von Plessen
- (1763) Elisabeth Christine von Thienen gift Scheel von Plessen
- (1763-1778) Christian Frederik Scheel-Plessen
- (1778-1803) Carl Adolph von Plessen (diplomat)
- (1803-1830) Peter Johansen de Neergaard
- (1830-1872) Peter Johansen de Neergaard (søn af ovenstående)
- (1872-1895) Peter Johansen de Neergaard (søn af ovenstående)
- (1895-1925) Jakob Edvard de Neergaard (bror til ovenstående)
- (1925-1947) Wenzel Rudolf Flach de Neergaard (brors sønsøn)
- (1947-1964) Wenzel Rudolf Flach de Neergaard / Johan Wenzel Flach de Neergaard
- (1964-1980) Johan Wenzel Flach de Neergaard (søn af Wenzel Rudolf Flach de Neergaard)
- (1980-) Johan Nicolaj Flach de Neergaard (søn af ovenstående)